# Saint-Nabord
Saint-Nabord é uma comuna francesa na região administrativa do Grande Leste, no departamento de Vosges. Estende-se por uma área de 38.5 km². Em 2010 a comuna tinha 4 274 habitantes (densidade: 111 hab./km²).